# 桑贾克
桑贾克（土耳其语：Sancak，發音：[sanˈdʒak]），奥斯曼帝国的二级行政区划单位，在土耳其语中意为“区”或“旗”，与阿拉伯语中意为“旗”的“里瓦”級別相當。
奥斯曼帝国的一级行政区划（包括开始的“省”和后来的“州”）可分为多个桑贾克（或称里瓦），由桑贾克贝伊（或称穆塔萨勒夫）管辖。

## 名称
“桑贾克”一词源自突厥语，意为“旗帜”或区划意义中的“旗”。阿拉伯语词语“里瓦”与桑贾克的含义相同，可以互换使用。

## 鄂圖曼帝国
桑贾克是鄂圖曼建国初期的一级行政区划，最早可能是由奥尔汗一世在1340年或更早之前建立。苏丹穆拉德一世于1365年左右将整个苏丹国分为鲁米利亚和安纳托利亚两个贝勒贝伊里克（后改称省Eyalet），桑贾克成为二级区划。
各个“桑贾克”分别由一位桑贾克贝伊都督军政事务，几乎所有的桑贾克贝伊都是不可世袭的。

## 相关
在叙利亚与土耳其的地缘关系中，“桑贾克”一词可专指法属叙利亚托管地的亚历山大勒塔桑贾克，当时该桑贾克主要居民为土耳其人，1938年该桑贾克独立为哈塔伊共和国，1939年并入土耳其共和国为哈塔伊省。
在黑山和塞尔维亚的地缘关系中，源自“桑贾克”的“桑扎克”（Санџак，Sandžak）一词指原奥斯曼帝国的新帕扎尔桑贾克一带。